# 스모그
스모그(영어: smog)는 대기 오염의 하나이다. 스모크(smoke)와 포그(fog)가 결합된 말로 원래는 연기와 안개가 섞인 것을 가리키는 말이었지만, 현대에 와서 대기 오염 물질로 하늘이 뿌옇게 보이는 현상을 부르는 말로 쓰이게 되었다. 자동차 배기 가스나 화력 발전소·공장 등에서 나오는 대기 오염 물질 때문에 생긴다. 대도시에서 많이 생기지만, 바람에 실려가 다른 곳에 피해를 주기도 한다.

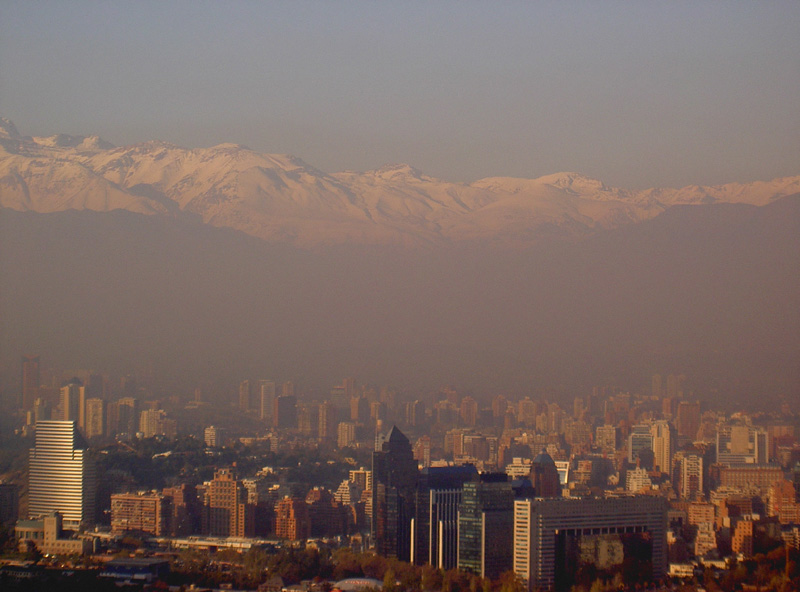
산티아고의 스모그.

## 형태
스모그는 바람이 약하거나 기온역전과 같은 기상 상태에서 발생하기 쉽다. 기온역전의 기상 조건에서는 스모그가 높이 올라가 흩어지는 것을 막으며, 도시 근처의 산맥도 스모그를 잡아두는 데 한몫을 한다. 스모그로 인한 피해를 살펴보면, 1948년 미국 펜실베이니아주의 도노라에서 발생한 광화학스모그로, 20여 명이 사망하고 6,000명 가량이 병에 걸렸다. 1952년에는 영국의 런던에서 발생한 스모그 집중현상으로는 5일 동안 약 4,000명이 사망했다. 스모그는 식물도 죽이며, 건축자재의 부식도 빨리 진행시킨다.  서울의 스모그는 주로 미세먼지의 오염이 심하고, 대기중 습도가 높으며, 바람이 없는 날에 발생한다. 스모그가 발생하면 하늘이 뿌옇고 볼 수 있는 거리가 짧아져, 대기오염이 심하다고 느끼게 된다. 겨울과 봄에는 난방이나 산업 연료의 연소 중에 나오는 황산화물과 먼지 때문에 스모그가 발생하고 여름에는 자동차에서 나오는 질소산화물과 탄화수소의 광화학반응으로 스모그가 발생한다. 스모그의 주요 원인인 미세먼지에는 연료가 연소하는 과정에서 발생하는 성분과 자동차에서 발생하는 성분이 함께 들어 있다.
- 런던형 스모그 (황화 스모그): 화석연료를 태워서 생긴 이산화황, 일산화탄소 때문에 생긴다.
- LA형 스모그 (광화학 스모그): 자동차 배기 가스에 들어 있는 질소 산화물로 인해 생긴다.
- 화산 스모그: 자연적으로 생기는 스모그로, 화산 폭발로 분출된 이산화황 때문에 생긴다.
- 혼합형 스모그 (서울 스모그): 런던형 스모그와 LA형 스모그가 같이 일어나는 현상이다.

## 정의
영어의 ‘smoke’(연기)와 ‘fog’(안개)의 합성어이다. 
이 용어는 1905년 H. A. 데 보외가 영국 도시들의 대기 상태를 지칭하는 말로 처음 사용했다. 1911년 매연감소를 위한 전국연맹의 맨체스터 회의에서 데 보외가 1909년 가을 글래스고와 에든버러에서 '매연-안개'로 인해 1,000명 이상의 사상자가 생겼던 사건을 보고하면서 보편화되었다.

## 원인물질과 배출원
- 아황산가스 : 공장, 빌딩 등의 연소시설이나 산업체 및 가정 등의 난방시설이 주요 배출원이나, 최근에는 연료 개선 정책에 의해 배출량이 상당히 감소하였다.

- 질소산화물 : 질소산화물은 연료의 연소시 고온에 의하여 공기중의 질소와 산소가 반응하여 생성되는 것으로서, 주요 배출원은 자동차, 기차, 비행기, 선박과같은 이동 배출원과 산업장, 빌딩 및 가정용 보일러와 같은 고정 배출원이라고 알려져 있다.

- VOCS(휘발성유기화합물) : 석유의 불완전 연소와 정발에 의해서 배출되므로 자동차, 페인트 용매, 인쇄 시설 등이 주요 배출원이며, 그 밖에 주유소, 정유시설, 저유소, 세탁소,아스팔트 등과 같이 배출원이 다양하다. 유럽과 미국의 교외지역 에서는 산림에서 배출되는 자연배출 VOC도 오존 생성의 주요 원인물질로서 기여하고 있는 것으로 보고됨.

- 미세먼지 : 시정이 나빠지는 것은 에어로솔이 빛을 산란시키거나 흡수하여 소멸시키기 때문에 입자의 주요 성분은 황산염, 질산염, 원소탄소, 유기탄소들이다. PM-10도 시정과 상관관계는 있으나 시정에 직접적으로 중요한 것은 PM-2.5이다. TSP는 미세입자 비율이 높지 않은 한 그 자체만으로는 시정과 관계가 없다.

- 안개 : 기온의 급강하로 아침에 주로 생기는 안개의 현상이 시계를 방해하는 물질중의 하나이다. 서울의 경우 과거보다 더 많은 양의 안개현상이 나타날 뿐 아니라 기온이 올라가도 예년같이 잘 소멸되지 않는 이유중의 하나로 안개를 끼게 만드는 미세입자들의 존재가 기여하는 것으로 추정된다.

- 탄화수소 : 불완전연소와 증발에 의해서 배출되므로 자동차가 주요한 배출원이며 정유시설, 저유소 및 정유소의 연료탱크에서 증발되는 연료, 체인트 용매, 세탁소에서 사용하는 용매등도 탄화수소의 주요한 배출원이다.

## 종류
스모그는 크게 LA형 스모그와 런던형 스모그로 나뉜다. 원래 스모그가 석탄이 연소한 데에서 나온 여러 가지 결과물이 안개와 섞여서 회색 안개가 되는 식으로 발생한 것과 달리, 광화학스모그는 자동차 배기가스 같이 석유 연료가 연소된 후, 이후 빛을 받아서 화학반응을 일으키는 과정을 통해 생물에 유해한 화합물이 만들어져서 옅은 황갈색 안개가 된다. 이러한 광화학스모그는 미국 로스앤젤레스에서 처음 발생이 확인되었기 때문에, 과거 스모그를 '런던형 스모그'라고 부르고 광화학스모그를 '로스앤젤레스형 스모그'라고 부르기도 한다.

### LA형 스모그(광화학 스모그)
로스앤젤레스형 스모그는 주로 자동차의 배기가스 속에 함유된 올레핀계 탄화수소와 질소산화물의 혼합물에 태양광선이 작용해서 생기는 광화학 반응에 의한 것이며, 광화학 스모그라고도 한다.

### 런던형 스모그(황화 스모그)
주로 공장 및 빌딩의 연소시설이나 일반 가정난방시설 등에서 배출되는 아황산가스, 매연과 같이 직접 굴뚝에서 나오는 오염물질에 의하여 발생하는 스모그이다. 겨울철 밤과 새벽에 심하다.

#### 피해상황
배출된 연기와 짙은 안개가 합쳐져 스모그를 형성하였고, 특히 연기 속에 있던 아황산가스는 황산안개로 변하였다. 그리고 이것은 런던 시민의 호흡기에 치명적인 영향을 주게 되었다.  이러한 현상은 12월 10일까지 1주일간 지속되었으며, 런던 시민은 호흡장애와 질식 등으로 사건 발생후 첫 3주 동안에 4천여명이 사망하였다. 그 후, 만성 폐질환으로 8천명이 추가로 사망하여 총 1만 2천여명이 1주일 동안의  심한 대기오염 현상으로 인하여 생명을 잃었다.
이 사건이 일어난 1주일 동안 시민들은 런던을 떠나 다른 곳으로 피신하는 것 외에는 아무런 대책을 세울 수 없었으며, 기상변화에 의해 대기가 회복되기를 기다리는 것 이외에는 달리 방책이 없었다. 역사상 영국 런던은 안개와 석탄으로 인한 대기오염 피해 사례가 처음으로 보고된 곳이다.
일찍이 산업혁명 이전인 1273년, 에드워드 2세는 세계 최초로 대기오염 방지를 위하여 석탄 사용량을 줄이는 칙령을 발표한 바가 있으며 1306년에도 같은 칙령이 발표되었는데, 위반자에 대해서는 사형에 처한다는 내용의 기록이었다. 그 후 산업혁명 시대로 들어서면서 대기오염에 의해 더욱 잦은 환경재난을 당하게 되었다.

#### 사고후 조치
1878년, 1880년, 1891년, 1892년, 1911년, 1948년, 1952년, 1956년, 1957년, 1962년  등에 피해를 겪은 런던은, 동일 지역에서 같은 원인에 의한 환경재난이 가장 빈번히  일어난 곳으로 기록되고 있다. 그 중에서도 앞서 기술한 1952년 재난의 피해가 가장 컸으며, 이를 계기로 영국은 1953년에 비버위원회를 설립하여 대기오염의 실태와 대책을 조사하고 연구하기 시작하였다. 그리고 이 위원회에서 제출한 보고서를 바탕으로 1956년에 대기오염 청정법을 제정하였다. 또한 이 사건은 그 후 세계 모든 나라에 경각심을 일깨워주는 이정표가 되었다.
런던시에서는 이 사건이 있은 후 점진적으로 가정용 난방을 석탄에서 천연가스로 대체하여 지금은 세계의 대도시 중 비교적 깨끗한 공기를 유지하고 있는 것으로 보고되고 있다.

## 피해 사례
각막이나 기관의 점막을 자극하고 호흡기 질환을 유발하며, 식물에 피해를 입힌다. 광화학스모그의 경우 인체에 미치는 영향은 주로 눈에 나타난다. 눈이 아프고 눈물이 흐르는 것이 가장 대표적인 증상이다. 이외에도 호흡기에 관련되기 때문에 목이 아프고 기침을 하거나, 피부에도 이상이 올 수 있다. 증상이 심할 경우에는 호흡 곤란, 수족 마비, 현기증, 두통, 발한, 구토 등이 나타날 수 있다. 벤젠, 톨루엔 등 voc는 햇빛 등과 반응해 광화학 스모그를 일으키며 장기간 인체에 노출시 백혈병, 암 등을 유발할 수 있다.
1. 런던 스모그 사건[2] : 사건 발생후 첫 3주 동안에 호흡장애와 질식 등으로 4,000여명의 시민들이 사망했고, 그 후 만성 폐질환으로 8,000명이 추가 사망하여 총 1만 2,000명이 1주일동안의 심한 대기오염 현상으로 인해 생명을 잃게 되었다. 당시 사망자들은 주로 노인, 어린이, 환자 등 비교적 허약한 체질의 사람들이었으며, 모든 연령층에서 심폐성 질환이 급증하였고, 특히 45세 이상은 중증을 나타내었다.
2. 유럽과 미국의 교외지역 : 산림에서 배출되는 이소프렌, 피넨등의 탄화수소등도 오존생성의 주요 원인 물질로서 기여하고 있는 것으로 보고되었다. 식물을 말라죽게 하고 사람에게는 심하면 두통, 호흡 곤란, 폐수종, 기관지염이나 폐렴을 유발하기도 한다.
3. 멕시코 시티의 스모그 : 도시를 감싸고 있는 차량배기가스, 매연, 분진으로 인한 오존불량지수가 생활환경위험지표의 2배를 초과했다. 1987년 2월 하늘을 날던 수천마리의 새가 대기오염으로 떨어져 죽었다. 사람들은 호흡기질환, 안질환, 폐렴호소, 구토증상이 나타났다.
4. 대한민국
  - 1991년 12월 10일의 구로동 전철불통(30분간)은 철도청구로기지변전소의 정전사고 원인이 차량배기가스로 인한 아연도강선 부식으로 밝혀짐.
  - 서울 스모그 우려 - 광화학스모그(햇빛의 자외선 + 차량오염물질) = 맑은 날에도 안개낀 것 같은 상태, 시정장애 연 60일 발생.
  - 인천, 대기에서 발암물질인 휘발성 유기화합물(voc)이 미국 기준치의 최고 6배 이상검출.

## 대책
1. 정유과정에서 황을 제거하여 저유황 경유나 중유를 만들어 사용하면 이산화황의 배출량이 감소한다.
2. 발전소나 공장에 이산화황 제거장치(탈황장치)[3]를 설치한다.
3. 자동차에 촉매변환장치[4]를 부착하여 배기가스 속의 질소 산화물을 이산화탄소와 질소로 분해시킨다.
4. 코트렐 집진기[5]를 설치하여 분진의 배출량을 감소시킨다.

## 결과
1990년대 초부터 적극적인 환경정책이 추진됨. 첫 5년동안 47억 달러를 투자, 저공해 연료교체, 배출규제 강화, 공해 산업이전, 나대지 식생복원, 차없는 날 제정 등 112개 프로젝트를 시행. 그결과 일산화탄소, 황산화물, 오존이 삼분의 일 수준으로 질소산화물과 미세먼지가 이분의 일 수준으로 감소.

## 같이 보기
- 오존층
- 산성비
- 황사
- 그레이트 스모그